# Binche-Chimay-Binche 2015
La 28e édition de Binche-Chimay-Binche a eu lieu le 6 octobre 2015. La course fait partie du calendrier UCI Europe Tour 2015 en catégorie 1.1. C'est également la onzième épreuve de la Lotto Wallonia Cup 2015.

## Présentation

### Équipes
Classé en catégorie 1.1 de l'UCI Europe Tour, Binche-Chimay-Binche est par conséquent ouvert aux UCI WorldTeams dans la limite de 50 % des équipes participantes, aux équipes continentales professionnelles, aux équipes continentales et aux équipes nationales.
| UCI WorldTeams   | UCI WorldTeams | UCI WorldTeams |
| Nom de l'équipe  | Pays           | Code           |
| ---------------- | -------------- | -------------- |
| Etixx-Quick Step | Belgique       | EQS            |
| Giant-Alpecin    | Allemagne      | TGA            |
| IAM              | Suisse         | IAM            |
| Lotto NL-Jumbo   | Pays-Bas       | TLJ            |
| Lotto-Soudal     | Belgique       | LTS            |
| Tinkoff-Saxo     | Russie         | TCS            |

| Équipes continentales professionnelles | Équipes continentales professionnelles | Équipes continentales professionnelles |
| Nom de l'équipe                        | Pays                                   | Code                                   |
| -------------------------------------- | -------------------------------------- | -------------------------------------- |
| Cofidis                                | France                                 | COF                                    |
| Roompot Oranje Peloton                 | Pays-Bas                               | ROP                                    |
| Topsport Vlaanderen-Baloise            | Belgique                               | TSV                                    |
| Wanty-Groupe Gobert                    | Belgique                               | WGG                                    |

| Équipes continentales          | Équipes continentales | Équipes continentales |
| Nom de l'équipe                | Pays                  | Code                  |
| ------------------------------ | --------------------- | --------------------- |
| CCT-Champion System            | Nouvelle-Zélande      | CCT                   |
| Color Code-Aquality Protect    | Belgique              | CCB                   |
| Join-S-De Rijke                | Pays-Bas              | RIJ                   |
| T.Palm-Pôle Continental Wallon | Belgique              | PCW                   |
| Vastgoedservice-Golden Palace  | Belgique              | VGS                   |
| Veranclassic-Ekoï              | Belgique              | VER                   |
| Verandas Willems               | Belgique              | WIL                   |
| Wallonie-Bruxelles             | Belgique              | WBC                   |

### Règlement de la course

#### Primes
Les vingt prix sont attribués suivant le barème de l'UCI,. Le total général des prix distribués est de 14 477 €.
| Position | 1er     | 2e      | 3e      | 4e    | 5e    | 6e    | 7e    | 8e    | 9e    | 10e à 20e |
| Prix     | 5 785 € | 2 895 € | 1 445 € | 715 € | 580 € | 433 € | 433 € | 287 € | 287 € | 147 €     |

## Classements

### Classement final
| Classement final | Classement final    | Classement final | Classement final    | Classement final   |
|                  | Coureur             | Pays             | Équipe              | Temps              |
| ---------------- | ------------------- | ---------------- | ------------------- | ------------------ |
| 1er              | Ramon Sinkeldam     | Pays-Bas         | Giant-Alpecin       | en 4 h 24 min 24 s |
| 2e               | Pim Ligthart        | Pays-Bas         | Lotto-Soudal        | + 2 s              |
| 3e               | Tom Van Asbroeck    | Belgique         | Lotto NL-Jumbo      | + 4 s              |
| 4e               | Jonas Van Genechten | Belgique         | IAM                 | m.t.               |
| 5e               | Stig Broeckx        | Belgique         | Lotto-Soudal        | m.t.               |
| 6e               | Gaëtan Bille        | Belgique         | Verandas Willems    | m.t.               |
| 7e               | Jérôme Baugnies     | Belgique         | Wanty-Groupe Gobert | m.t.               |
| 8e               | Ludwig De Winter    | Belgique         | Wallonie-Bruxelles  | m.t.               |
| 9e               | Olivier Pardini     | Belgique         | Verandas Willems    | m.t.               |
| 10e              | Roy Curvers         | Pays-Bas         | Giant-Alpecin       | m.t.               |
| modifier         |                     |                  |                     |                    |

### UCI Europe Tour
Ce Binche-Chimay-Binche attribue des points pour l'UCI Europe Tour 2015, par équipes seulement aux coureurs des équipes continentales professionnelles et continentales, individuellement à tous les coureurs sauf ceux faisant partie d'une équipe ayant un label WorldTeam.
| Position,          | 1er | 2e | 3e | 4e | 5e | 6e | 7e | 8e | 9e | 10e | 11e | 12e |
| Classement général | 80  | 56 | 32 | 24 | 20 | 16 | 12 | 8  | 7  | 6   | 5   | 3   |

## Liste des participants
Liste complète des participants
| Légende | Légende                                                                    | Légende | Légende                                                    |
| ------- | -------------------------------------------------------------------------- | ------- | ---------------------------------------------------------- |
| Num     | Dossard de départ porté par le coureur sur cette Binche-Chimay-Binche      | Pos     | Position à l'arrivée de la course                          |
|         | Indique un maillot de champion national ou mondial, suivi de sa spécialité | NP      | Indique un coureur qui n'a pas pris le départ de la course |
| AB      | Indique un coureur qui n'a pas terminé la course                           | HD      | Indique un coureur qui a terminé la course hors des délais |

| Etixx-Quick Step EQS | Etixx-Quick Step EQS  | Etixx-Quick Step EQS |
| -------------------- | --------------------- | -------------------- |
| Num                  | Coureur               | Pos                  |
| 1                    | Zdeněk Štybar (CZE)   | AB                   |
| 2                    | Iljo Keisse (BEL)     | 46e                  |
| 3                    | Yves Lampaert (BEL)   | AB                   |
| 4                    | Nikolas Maes (BEL)    | 16e                  |
| 5                    | Gianni Meersman (BEL) | AB                   |
| 6                    | Niki Terpstra (NED)   | 38e                  |
| 7                    | Martin Velits (SVK)   | 39e                  |
| 8                    | Julien Vermote (BEL)  | AB                   |
| Directeur sportif :  |                       |                      |

| Lotto-Soudal LTS    | Lotto-Soudal LTS         | Lotto-Soudal LTS |
| ------------------- | ------------------------ | ---------------- |
| Num                 | Coureur                  | Pos              |
| 11                  | Stig Broeckx (BEL)       | 5e               |
| 12                  | Sean De Bie (BEL)        | AB               |
| 13                  | Jens Debusschere (BEL)   | AB               |
| 14                  | Kenny Dehaes (BEL)       | AB               |
| 15                  | Pim Ligthart (NED)       | 2e               |
| 16                  | Jürgen Roelandts (BEL)   | 28e              |
| 17                  | Boris Vallée (BEL)       | 19e              |
| 18                  | Tosh Van der Sande (BEL) | AB               |
| Directeur sportif : |                          |                  |

| Lotto NL-Jumbo TLJ  | Lotto NL-Jumbo TLJ     | Lotto NL-Jumbo TLJ |
| ------------------- | ---------------------- | ------------------ |
| Num                 | Coureur                | Pos                |
| 21                  | Tom Van Asbroeck (BEL) | 3e                 |
| 22                  | Jos van Emden (NED)    | 37e                |
| 23                  | Twan Castelijns (NED)  | 44e                |
| 24                  | Tom Leezer (NED)       | AB                 |
| 25                  | Martijn Keizer (NED)   | AB                 |
| 26                  | Paul Martens (GER)     | 43e                |
| 27                  | Sep Vanmarcke (BEL)    | 30e                |
| 28                  | Maarten Wynants (BEL)  | 32e                |
| Directeur sportif : |                        |                    |

| Tinkoff-Saxo TCS    | Tinkoff-Saxo TCS     | Tinkoff-Saxo TCS |
| ------------------- | -------------------- | ---------------- |
| Num                 | Coureur              | Pos              |
| 31                  | Maciej Bodnar (POL)  | 27e              |
| 32                  | Matti Breschel (DEN) | 15e              |
| 33                  | Pavel Brutt (RUS)    | 13e              |
| 34                  | Michal Kolář (SVK)   | AB               |
| 35                  | Nikolay Trusov (RUS) | 26e              |
| 36                  | Antwan Tolhoek (NED) | AB               |
| 37                  | Michael Gogl (AUT)   | 52e              |
| 38                  |                      |                  |
| Directeur sportif : |                      |                  |

| IAM                 | IAM                       | IAM |
| ------------------- | ------------------------- | --- |
| Num                 | Coureur                   | Pos |
| 41                  | Marcel Aregger (SUI)      | 41e |
| 42                  | Thomas Degand (BEL)       | AB  |
| 43                  | Dries Devenyns (BEL)      | AB  |
| 44                  | Sondre Holst Enger (NOR)  | 42e |
| 45                  | Simon Pellaud (SUI)       | 48e |
| 46                  | Vicente Reynés (ESP)      | AB  |
| 47                  |                           |     |
| 48                  | Jonas Van Genechten (BEL) | 4e  |
| Directeur sportif : |                           |     |

| Giant-Alpecin TGA   | Giant-Alpecin TGA        | Giant-Alpecin TGA |
| ------------------- | ------------------------ | ----------------- |
| Num                 | Coureur                  | Pos               |
| 51                  | Bert De Backer (BEL)     | 20e               |
| 52                  | Koen de Kort (NED)       | 36e               |
| 53                  | Caleb Fairly (USA)       | AB                |
| 54                  | Thierry Hupond (FRA)     | AB                |
| 55                  | Fredrik Ludvigsson (SWE) | 47e               |
| 56                  | Ramon Sinkeldam (NED)    | 1er               |
| 57                  | Roy Curvers (NED)        | 10e               |
| 58                  | Max Walscheid (GER)      | 53e               |
| Directeur sportif : |                          |                   |

| Topsport Vlaanderen-Baloise TSV | Topsport Vlaanderen-Baloise TSV | Topsport Vlaanderen-Baloise TSV |
| ------------------------------- | ------------------------------- | ------------------------------- |
| Num                             | Coureur                         | Pos                             |
| 61                              | Edward Theuns (BEL)             | AB                              |
| 62                              | Oliver Naesen (BEL)             | AB                              |
| 63                              | Tim Declercq (BEL)              | 14e                             |
| 64                              | Jelle Wallays (BEL)             | AB                              |
| 65                              | Stijn Steels (BEL)              | AB                              |
| 66                              | Pieter Vanspeybrouck (BEL)      | AB                              |
| 67                              | Preben Van Hecke (BEL)          | 33e                             |
| 68                              | Jens Wallays (BEL)              | AB                              |
| Directeur sportif :             |                                 |                                 |

| Roompot Oranje Peloton ROP | Roompot Oranje Peloton ROP | Roompot Oranje Peloton ROP |
| -------------------------- | -------------------------- | -------------------------- |
| Num                        | Coureur                    | Pos                        |
| 71                         | Jesper Asselman (NED)      | AB                         |
| 72                         | Brian van Goethem (NED)    | 17e                        |
| 73                         | Tim Kerkhof (NED)          | AB                         |
| 74                         | Wesley Kreder (NED)        | 49e                        |
| 75                         | Raymond Kreder (NED)       | AB                         |
| 76                         | André Looij (NED)          | AB                         |
| 77                         | Ivar Slik (NED)            | AB                         |
| 78                         | Berden de Vries (NED)      | AB                         |
| Directeur sportif :        |                            |                            |

| Cofidis COF         | Cofidis COF                | Cofidis COF |
| ------------------- | -------------------------- | ----------- |
| Num                 | Coureur                    | Pos         |
| 81                  | Gert Jõeäär (EST)          | 23e         |
| 82                  | Adrien Petit (FRA)         | AB          |
| 83                  | Florian Sénéchal (FRA)     | 54e         |
| 84                  | Kenneth Vanbilsen (BEL)    | AB          |
| 85                  | Michael Van Staeyen (BEL)  | AB          |
| 86                  | Louis Verhelst (BEL)       | 21e         |
| 87                  | Rayane Bouhanni (FRA)      | 35e         |
| 88                  | Xabier San Sebastián (ESP) | AB          |
| Directeur sportif : |                            |             |

| Wanty-Groupe Gobert WGG | Wanty-Groupe Gobert WGG  | Wanty-Groupe Gobert WGG |
| ----------------------- | ------------------------ | ----------------------- |
| Num                     | Coureur                  | Pos                     |
| 91                      | Marco Marcato (ITA)      | 22e                     |
| 92                      | Frederik Backaert (BEL)  | AB                      |
| 93                      | Jérôme Baugnies (BEL)    | 7e                      |
| 94                      | Roy Jans (BEL)           | 18e                     |
| 95                      | Björn Leukemans (BEL)    | AB                      |
| 96                      | Robin Stenuit (BEL)      | AB                      |
| 97                      | Kévin Van Melsen (BEL)   | 29e                     |
| 98                      | Frederik Veuchelen (BEL) | 45e                     |
| Directeur sportif :     |                          |                         |

| Wallonie-Bruxelles WBC | Wallonie-Bruxelles WBC  | Wallonie-Bruxelles WBC |
| ---------------------- | ----------------------- | ---------------------- |
| Num                    | Coureur                 | Pos                    |
| 101                    | Ludwig De Winter (BEL)  | 9e                     |
| 102                    | Olivier Chevalier (BEL) | 24e                    |
| 103                    | Grégory Habeaux (BEL)   | AB                     |
| 104                    | Kevyn Ista (BEL)        | AB                     |
| 105                    | Tom Dernies (BEL)       | AB                     |
| 106                    | Julien Stassen (BEL)    | AB                     |
| 107                    | Loïc Pestiaux (BEL)     | AB                     |
| 108                    | Antoine Warnier (BEL)   | AB                     |
| Directeur sportif :    |                         |                        |

| Color Code-Aquality Protect CCB | Color Code-Aquality Protect CCB | Color Code-Aquality Protect CCB |
| ------------------------------- | ------------------------------- | ------------------------------- |
| Num                             | Coureur                         | Pos                             |
| 111                             | Franklin Six (BEL)              | AB                              |
| 112                             | Julien Kaise (BEL)              | AB                              |
| 113                             | Rémy Mertz (BEL)                | AB                              |
| 114                             | Florent Delfosse (BEL)          | AB                              |
| 115                             | Martin Palm (BEL)               | AB                              |
| 116                             | Jimmy Duquennoy (BEL)           | AB                              |
| 117                             | Lionel Taminiaux (BEL)          | AB                              |
| 118                             | Antoine Loy (BEL)               | AB                              |
| Directeur sportif :             |                                 |                                 |

| T.Palm-Pôle Continental Wallon PCW | T.Palm-Pôle Continental Wallon PCW | T.Palm-Pôle Continental Wallon PCW |
| ---------------------------------- | ---------------------------------- | ---------------------------------- |
| Num                                | Coureur                            | Pos                                |
| 121                                | Thomas Armstrong (GBR)             | AB                                 |
| 122                                | Claudio Catania (ITA)              | AB                                 |
| 123                                | Antoine Didier (BEL)               | AB                                 |
| 124                                | Guillaume Delvaux (BEL)            | AB                                 |
| 125                                | Guillaume Haag (BEL)               | AB                                 |
| 126                                | Bastien Kroonen (BEL)              | AB                                 |
| 127                                | Ian Vansumere (BEL)                | AB                                 |
| 128                                | Maxime Vekeman (BEL)               | AB                                 |
| Directeur sportif :                |                                    |                                    |

| CCT-Champion System CCT | CCT-Champion System CCT | CCT-Champion System CCT |
| ----------------------- | ----------------------- | ----------------------- |
| Num                     | Coureur                 | Pos                     |
| 131                     | Darijus Džervus (LTU)   | 51e                     |
| 132                     | Tom Goovaerts (BEL)     | AB                      |
| 133                     | Denis Flahaut (FRA)     | AB                      |
| 134                     | Tanzō Tokuda (JPN)      | AB                      |
| 135                     | James Spragg (GBR)      | AB                      |
| 136                     |                         |                         |
| 137                     | Seppe Verschuere (BEL)  | NP                      |
| 138                     |                         |                         |
| Directeur sportif :     |                         |                         |

| Join-S-De Rijke RIJ | Join-S-De Rijke RIJ      | Join-S-De Rijke RIJ |
| ------------------- | ------------------------ | ------------------- |
| Num                 | Coureur                  | Pos                 |
| 141                 | Jetse Bol (NED)          | 11e                 |
| 142                 | Coen Vermeltfoort (NED)  | AB                  |
| 143                 | Wouter Mol (NED)         | 12e                 |
| 144                 | Ronan van Zandbeek (NED) | NP                  |
| 145                 | Timon van Reek (NED)     | AB                  |
| 146                 | Robbert de Greef (NED)   | 50e                 |
| 147                 | Daan Meijers (NED)       | AB                  |
| 148                 | Kobus Hereijgers (NED)   | AB                  |
| Directeur sportif : |                          |                     |

| Veranclassic-Ekoï VER | Veranclassic-Ekoï VER       | Veranclassic-Ekoï VER |
| --------------------- | --------------------------- | --------------------- |
| Num                   | Coureur                     | Pos                   |
| 151                   | Edwig Cammaerts (BEL)       | AB                    |
| 152                   | Niels De Rooze (BEL)        | AB                    |
| 153                   | Gorik Gardeyn (BEL)         | AB                    |
| 154                   | Antoine Leleu (BEL)         | AB                    |
| 155                   | Julien Van den Brande (BEL) | AB                    |
| 156                   | Justin Jules (FRA)          | AB                    |
| 157                   | Martial Roman (FRA)         | NP                    |
| 158                   | Kenny Willems (BEL)         | AB                    |
| Directeur sportif :   |                             |                       |

| Vastgoedservice-Golden Palace VGS | Vastgoedservice-Golden Palace VGS | Vastgoedservice-Golden Palace VGS |
| --------------------------------- | --------------------------------- | --------------------------------- |
| Num                               | Coureur                           | Pos                               |
| 161                               | Dennis Coenen (BEL)               | AB                                |
| 162                               | Sander Cordeel (BEL)              | AB                                |
| 163                               | Gerry Druyts (BEL)                | AB                                |
| 164                               | Alexander Geuens (BEL)            | NP                                |
| 165                               | Rob Ruijgh (NED)                  | 25e                               |
| 166                               | Timothy Stevens (BEL)             | AB                                |
| 167                               | Jordi Van Dingenen (BEL)          | AB                                |
| 168                               | Alphonse Vermote (BEL)            | AB                                |
| Directeur sportif :               |                                   |                                   |

| Verandas Willems WIL | Verandas Willems WIL       | Verandas Willems WIL |
| -------------------- | -------------------------- | -------------------- |
| Num                  | Coureur                    | Pos                  |
| 171                  | Gaëtan Bille (BEL)         | 6e                   |
| 172                  | Olivier Pardini (BEL)      | 8e                   |
| 173                  | Dimitri Claeys (BEL)       | AB                   |
| 174                  | Joeri Calleeuw (BEL)       | NP                   |
| 175                  | Elias Van Breussegem (BEL) | 40e                  |
| 176                  | Jérôme Kerf (BEL)          | AB                   |
| 177                  | Dries De Bondt (BEL)       | 34e                  |
| 178                  | Christophe Prémont (BEL)   | 31e                  |
| Directeur sportif :  |                            |                      |